# Helen Adie
Helen Adie (geboren: Helen Craddock Perkin) (Stoke Newington 25 november 1909 –  ?, 1996) was een Brits componiste en pianiste. In 1930 huwde zij met George Adie (1901-1989). In 1965 vertrokken beiden naar Sydney, Australië.

## Levensloop
Adie kreeg al als klein meisje pianolessen van haar moeder. Later kreeg zij lessen van Arthur Alexander. Zij studeerde vanaf 1925 aan de Royal College of Music te Londen en was aldaar de favoriete leerling van John Ireland. Met een studiebeurs van de "Octavia Travelling Scholarship" kon zij ook in verscheidene Europese steden studeren, vooral ook in Wenen bij Anton Webern (compositie) en bij Eduard Steuermann (piano). 
Ireland droeg aan Perkin zijn Concert in Es groot, voor piano en orkest op en Perkin verzorgde de première van het werk met veel succes tijdens het Proms-concert in 1930 onder leiding van Henry Wood. Ireland droeg ook zijn Legend, voor piano en orkest aan Perkin op en vanzelfsprekend verzorgde zij ook deze première.  Ireland was verbolgen toen zij met George Adie huwde. Haar carrière ontwikkelde zich en zij trad geregeld op in BBC-uitzendingen en uitzendingen van andere Europese omroepstations (Parijs, Wenen, Boedapest, Frankfurt am Main en Leipzig). Verder verzorgde zij optredens bij de Promenadeconcerten (Proms) in de Royal Albert Hall en concerten in de Wigmore Hall. Ook was zij betrokken bij de Macnaghten-Lemare en Robert Mayer-concerten en later - na haar vertrek naar Australië - bij de concerten door de Australian Broadcasting Commission.
Als componiste schreef zij vooral lichte klassieke muziek, balletten en filmmuziek. Na de Tweede Wereldoorlog schreef zij vooral werken als zogenoemde testpieces voor brassbands.

## Composities

### Werken voor brassband
- 1957 Carnival, suite voor brassband  (verplicht werk tijdens de "British Open Championships 1957" in het Belle Vue te Manchester)
  1. Cavalcade
  2. Pavane
  3. Burlesque
- 1962 Island Heritage, suite voor brassband (verplicht werk tijdens de "British Open Championships 1962" in het Belle Vue te Manchester)
- 1962 Fandango, voor brassband
- Cordell Suite, voor brassband
- Three Pieces, voor brassband

### Muziektheater

#### Balletten
| Voltooid in | titel                            | aktes | première | libretto | choreografie |
| ----------- | -------------------------------- | ----- | -------- | -------- | ------------ |
|             | King's Cross (Calamity at Court) |       |          |          |              |

### Vocale muziek
- 1931 The Ride By Night, voor zangstem en piano

### Kamermuziek
- Sonata, voor cello en piano
- Strijkkwartet nr. 1
- Strijkkwartet nr. 2
- Strijktrio

### Werken voor piano
- 1928 Theme and Variations
- 1934 Village Fair
  1. The Crystal Gazer
  2. The Puppet Show
  3. The Acrobat
- Episode
- Four Preludes
  1. Cortege
  2. The Wheel
  3. Shifting Sands
  4. Ambush